# Aeropuerto Internacional Lynden Pindling
El Aeropuerto Internacional Lynden Pindling (en inglés: Lynden Pindling International Airport) (IATA: NAS, OACI: MYNN), anteriormente conocido como Aeropuerto Internacional de Nassau, es el mayor aeropuerto de Bahamas, y la mayor puerta de entrada internacional al país. 
Es una base de operaciones importante de Bahamasair y se encuentra al oeste de la isla de New Providence, cerca de la ciudad de Nasáu. Debido al gran número de vuelos a los Estados Unidos, el aeropuerto está dotado de instalaciones que permiten a todos los vuelos a los Estados Unidos operar como vuelos de cabotaje hasta llegar a su destino. 
El nombre del aeropuerto fue oficialmente cambiado el 6 de julio de 2006 en honor de Sir Lynden Oscar Pindling (22 de marzo de 1930 - 25 de agosto de 2000), primer primer ministro de Bahamas. Sir Lynden, es conocido como el padre de la nación, llevando a Bahamas a la autonomía en 1967 y a la independencia del Reino Unido en 1973.

## Reestructuración
Debido a la necesidad de impulsar Nasáu y al país, sobre todo en el turismo, el gobierno de Bahamas creó la compañía de desarrollo del aeropuerto de Nassau, una unión entre el gobierno de Bahamas y Vancouver Airport Services de Canadá.
El 17 de septiembre de 2007, el plan de reestructuración fue sacado a la luz, para información pública del gobierno y los usuarios, destacando la creación de nuevas terminales y tecnología que convertirá al aeropuerto internacional Lynden Pindling en el más eficiente de la región de Bahamas/Caribe. Cuando esté totalmente concluido, el aeropuerto será capaz de atender a aviones como el superjumbo Airbus A380.Detalles de reestructuración de la compañía de desarrollo del aeropuerto de Nassau

## Aerolíneas y destinos

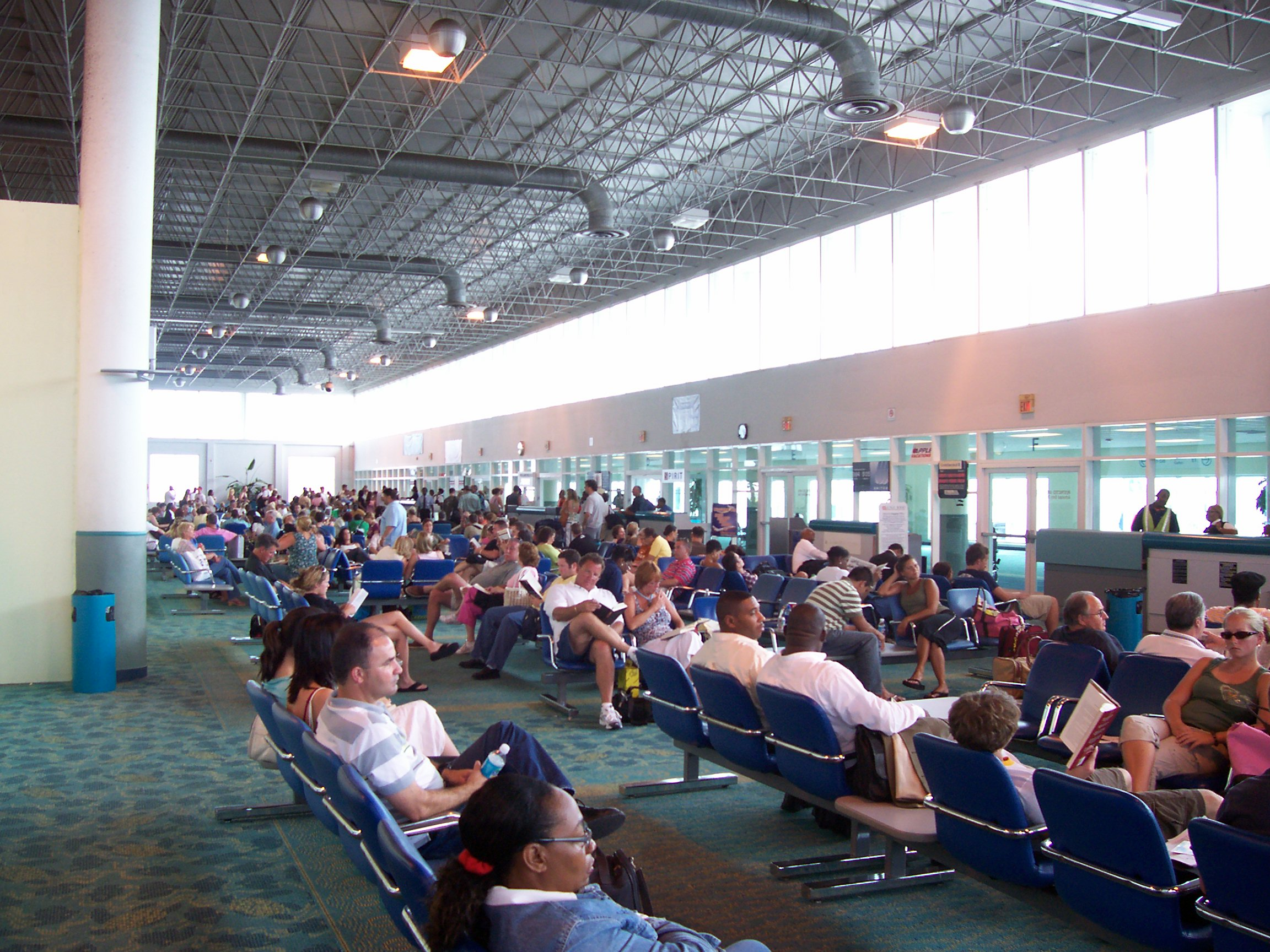
La saturada terminal de salidas a Estados Unidos en el aeropuerto internacional Lynden Pindling. Más de la mitad de los vuelos internacionales del aeropuerto son con los Estados Unidos.

### Pasajeros
| Aerolíneas             | Destinos |
| ---------------------- | --- |
| Air Canada             | Montreal–Trudeau, Toronto–Pearson Estacional: Halifax (reinicia el 5 de diciembre de 2025), Ottawa (reinicia el 5 de diciembre de 2025) |
| American Airlines      | Charlotte, Filadelfia, Miami Estacional: Chicago–O'Hare, Dallas/Fort Worth, Washington–National |
| American Eagle         | Miami |
| Bahamasair             | Cabo Haitiano, Cayo de Deadman, Colonel Hill, Eleuthera Norte, Fort Lauderdale, Freeport, George Town, Governor's Harbour, La Habana, Marsh Harbour, Matthew Town, Mayaguana, Miami, Orlando, Providenciales, Rock Sound, San Salvador (Bahamas), Spring Point Estacional: Montego Bay |
| British Airways        | Gran Caimán, Londres–Heathrow, Providenciales |
| Caribbean Airlines     | Kingston–Norman Manley |
| Copa Airlines          | Ciudad de Panamá–Tocumen |
| Delta Air Lines        | Atlanta, Nueva York–JFK Estacional: Boston, Detroit (reinicia el 20 de diciembre de 2025), Mineápolis/St. Paul (inicia el 20 de diciembre de 2025), Nueva York–LaGuardia |
| Flamingo Air           | Black Point, Cayo Great Harbour, Cayo Mangrove, Cayo Staniel |
| InterCaribbean Airways | Providenciales |
| JetBlue Airways        | Boston, Fort Lauderdale, Nueva York–JFK, Orlando, Washington–National |
| LeAir                  | Andros Town, Cayo Great Harbour, Cayo Mangrove |
| Pineapple Air          | Eleuthera Norte, Governors Harbour |
| Porter Airlines        | Estacional: Hamilton (ON) (inicia el 14 de diciembre de 2025), Ottawa (inicia el 13 de diciembre de 2025), Toronto–Pearson (inicia el 26 de noviembre de 2025) |
| Southern Air Charter   | Cayo de Deadman, Eleuthera Norte, Governor's Harbour, Stella Maris |
| Southwest Airlines     | Orlando Estacional: Baltimore |
| United Airlines        | Houston–Intercontinental, Newark Estacional: Chicago–O'Hare, Denver, Washington–Dulles |
| United Express         | Estacional: Houston–Intercontinental |
| Western Air            | Congo Town, Fort Lauderdale, Freeport, George Town, Marsh Harbour, New Bight, San Andros, South Bimini |
| WestJet                | Toronto–Pearson Estacional: Calgary |

### Destinos internacionales
| Ciudades por países       | Nombre del aeropuerto                                 | Aerolíneas                                            |              |              |              |
| Norteamérica              | Norteamérica                                          | Norteamérica                                          | Norteamérica | Norteamérica | Norteamérica |
| ------------------------- | ----------------------------------------------------- | ----------------------------------------------------- | ------------ | ------------ | ------------ |
| Canadá                    |                                                       |                                                       |              |              |              |
| Montreal                  | Aeropuerto Internacional Pierre Elliott Trudeau       | Air Canada                                            |              |              |              |
| Toronto                   | Aeropuerto Internacional Toronto Pearson              | Air Canada / Porter Airlines / WestJet                |              |              |              |
| Estados Unidos            |                                                       |                                                       |              |              |              |
| Atlanta                   | Aeropuerto Internacional Hartsfield-Jackson           | Delta Air Lines                                       |              |              |              |
| Baltimore                 | Aeropuerto Internacional de Baltimore-Washington      | Southwest Airlines                                    |              |              |              |
| Boston                    | Aeropuerto Internacional Logan                        | American Airlines / Delta Air Lines / JetBlue Airways |              |              |              |
| Charlotte                 | Aeropuerto Internacional de Charlotte-Douglas         | American Airlines                                     |              |              |              |
| Chicago                   | Aeropuerto Internacional O'Hare                       | American Airlines / United Airlines                   |              |              |              |
| Dallas                    | Aeropuerto Internacional de Dallas-Fort Worth         | American Airlines                                     |              |              |              |
| Fort Lauderdale           | Aeropuerto Internacional de Fort Lauderdale-Hollywood | Bahamasair / Southwest Airlines / JetBlue Airways     |              |              |              |
| Houston                   | Aeropuerto Intercontinental George Bush               | United Airlines                                       |              |              |              |
| Miami                     | Aeropuerto Internacional de Miami                     | Bahamasair / American Eagle / Delta Air Lines         |              |              |              |
| Newark                    | Aeropuerto Internacional Libertad de Newark           | United Airlines                                       |              |              |              |
| Nueva York                | Aeropuerto Internacional John F. Kennedy              | Delta Air Lines / JetBlue Airways                     |              |              |              |
| Orlando                   | Aeropuerto Internacional de Orlando                   | Bahamasair / JetBlue Airways                          |              |              |              |
| Raleigh                   | Aeropuerto Internacional de Raleigh-Durham            | Bahamasair                                            |              |              |              |
| Tampa                     | Aeropuerto Internacional de Tampa                     | Silver Airways                                        |              |              |              |
| Washington D. C.          | Aeropuerto Nacional Ronald Reagan de Washington       | United Airlines                                       |              |              |              |
| Centroamérica y El Caribe |                                                       |                                                       |              |              |              |
| Cuba                      |                                                       |                                                       |              |              |              |
| La Habana                 | Aeropuerto Internacional de La Habana                 | Bahamasair                                            |              |              |              |
| Haití                     |                                                       |                                                       |              |              |              |
| Cabo Haitiano             | Aeropuerto Internacional de Cabo Haitiano             | Bahamasair                                            |              |              |              |
| Puerto Príncipe           | Aeropuerto Internacional Toussaint Louverture         | Bahamasair                                            |              |              |              |
| Islas Caimán              |                                                       |                                                       |              |              |              |
| George Town               | Aeropuerto Internacional Owen Roberts                 | British Airways                                       |              |              |              |
| Islas Turcas y Caicos     |                                                       |                                                       |              |              |              |
| Providenciales            | Aeropuerto Internacional de Providenciales            | Bahamasair / InterCaribbean Airways                   |              |              |              |
| Jamaica                   |                                                       |                                                       |              |              |              |
| Kingston                  | Aeropuerto Internacional Norman Manley                | Caribbean Airlines                                    |              |              |              |
| Panamá                    |                                                       |                                                       |              |              |              |
| Ciudad de Panamá          | Aeropuerto Internacional de Tocumen                   | Copa Airlines                                         |              |              |              |
| Trinidad y Tobago         |                                                       |                                                       |              |              |              |
| Puerto España             | Aeropuerto Internacional de Piarco                    | Caribbean Airlines                                    |              |              |              |
| Europa                    |                                                       |                                                       |              |              |              |
| Reino Unido               |                                                       |                                                       |              |              |              |
| Londres                   | Aeropuerto de Londres-Heathrow                        | British Airways                                       |              |              |              |

### Cargo
| Aerolíneas         | Destinos                                     |
| ------------------ | -------------------------------------------- |
| Conquest Air Cargo | Miami–Opa Locka                              |
| FedEx Feeder       | Miami                                        |
| IBC Airways        | Miami                                        |
| Skyway Enterprises | Miami Estacioanl: Santiago de los Caballeros |